# Giovanni Scano
Giovanni Scano (Calangianus, 5 marzo 1902 – Roma, 2 settembre 1948) è stato un avvocato e politico italiano.

## Biografia
Nato nella cittadina sarda di Calangianus il 5 marzo 1902, frequenterà il ginnasio a Sassari, per poi laurearsi in giurisprudenza nell'Università degli Studi della medesima città.
Molto legato alla sua cittadina di provenienza, vi rimarrà svolgendo la professione di avvocato.
il 26 aprile 1948, dal collegio di Cagliari, sarà proclamato deputato e il 1 giugno sarà iscritto al gruppo parlamentare della Democrazia Cristiana, nella I Legislatura. Il 15 giugno dello stesso anno entrerà a far parte dell'organo parlamentare della VI commissione.
Morirà il 2 settembre 1948, alla sola età di 46 anni.

## Onorificenze
- Una via di Calangianus, sua città natale, è stata intitolata in suo onore.[4]